# 極泳龍亞科
極泳龍亞科（學名：Aristonectinae）為蛇頸龍目薄板龍科下的一個亞科，包括了生存於白堊紀晚期的蛇頸龍極泳龍及獵蛸龍，傳統分類上還會將其與侏儸紀晚期的泰特泳龍及啟莫里龍共同組成極泳龍科。